# Pseudopolyp
Ein Pseudopolyp ist eine Geschwulst der Schleimhaut, die häufig bei chronisch entzündlichen Erkrankungen des Darms auftritt (CED), wie beispielsweise die Colitis ulcerosa. Das Pseudo-Präfix rührt daher, dass es sich hierbei nicht um einen Polypen mit Gewebeneubildung (Neoplasie) handelt.
Der Pseudopolyp wird auch als hyperplastischer, inflammatorischer oder regenerativer Polyp bezeichnet.